# مختار أحمد الندوي
الشيخ مختار أحمد الندوي مؤسس الجامعة المحمدية منصورة ماليغاؤن، الهند. وإدارة إصلاح المساجد، ومدير مجلة البلاغ، وصوت الحق وغيرها من المجلات.
ولد الشيخ في أحد شهور سنة (1349هـ = 1930م)، في أسرة سلفية محافظة، ونشأ فيها وترعرع على حب العلم والدين، والتمسُّك بالشرع المتين، وكان جهد والده جلياً حيث كان يذهب به إلى المؤتمرات الدعوية والاجتماعات الدينية منذ صغره، ويطلب من العلماء الدعاء له أن يكون من زمرتهم، فاستجاب الله دعاءهم له، فصار من العلماء الدعاة. 

## طلبه جليا للعلم

### المدارس
تلقى الشيخ تعليمه في أشهر المدارس الإسلامية آنذاك:
- «الجامعة العالية العربية» بمئو،
- الجامعة الإسلامية «فيض عام» بمئو
- الجامعة الرحمانية «دار الحديث» بدلهي
- دار العلوم لندوة العلماء، لكناو.

### الأساتذة
- الشيخ محمد أحمد، (الأمين العام لجامعة فيض عام، والإداري المحنك المعروف)
- الشيخ عبد الله شائق (مؤسس دار الحديث الأثرية، والأديب المشهور)
- الشيخ أبي القاسم البنارسي (من تلاميذ المحدث السيد نذير حسين الدهلوي) وغيرهم

### مؤهلاته العلمية
- شهادة العالمية من ندوة العلماء.
- شهادة الفضيلة من جامعة فيض عام.
- شهادة الفضيلة من الهيئة التعليمية في حكومة (يو–بي) أيضاً
- الليسانس في اللغة الإنجليزية من جامعة علي كره الإسلامية بالهند.
- دبلوم في علوم المكتبة.

## حياته الدعوية
بدأ حياته الدعوية بالإمامة والخطابة في المسجد وانتهى بها، ولم يفرط فيها رغم مسئولياته الكثيرة المتراكمة مع تقدمه في السن، وقضى من عمره ما يقارب خمساً وخمسين سنة بين جوامع أهل الحديث في مدينة «كلكته» كولكاتا ومومباي.

## مناصبه
كان عضواً في العديد من الهيئات التعليمية، والمنظمات الإسلامية، والمؤسسات الخيرية في داخل الهند وخارجها، وقد تقلد مناصب عديدة في الهند، من أهمها:
- اختير نائباً لرئيس الجامعة السلفية، بنارس (الهند)، وساهم فيها لمدة عقدين.
- انتخب رئيساً لجمعية أهل الحديث لعموم الهند في الفترة ما بين (1990- 1997).
- كان نائب رئيس هيئة الأحوال الشخصية لعموم مسلمي الهند إلى آخر حياته، وهي منظمة شرعية تدافع عن حقوق المسلمين على مستوى الحكومة.

## إنجازاته
تتلخص مآثر الشيخ في ثلاثة جوانب مهمّة: جانب التعليم والتربية، وجانب البناء والتعمير، وجانب نشر الثقافة الدينية. لترجمة هذه الجوانب وتحقيقها إلى أمر الواقع أنشأ ثلاث مؤسسات:

### 1-الجامعة المحمدية في الهند
أقيمت هذه الجامعة سنة 1978م تنفيذاً لقرار مؤتمر «مناهج التعليم وصبغها بالصبغة الإسلامية» الذي عقدته جامعة الملك عبد العزيز بجدّة؛ فأنشأت عدّة كليات ومعاهد ومدارس بمنهج دراسي خاص يجمع بين العلوم الدينية والعلوم العصرية، ويؤهل الطلبة لمواجهة تحديات العصر ضد الإسلام والمسلمين.
وهذه الجامعات الدينية والكليات العصرية، والمستشفيات المجهزة لعبت دوراً هاماً في تزويد الطلبة بالثقافة الإسلامية والعصرية، وتقديم المساعدات الطبية للمواطنين.

### 2- إدارة إصلاح المساجد
أنشأ «إدارة إصلاح المساجد» وقد أدت هذه الإدارة دوراً عجيباً لا ينسى في هذا الباب.
قامت بتشييد المساجد وترميمها على نطاق واسع، حتى بلغ عددها أكثر من خمس مائة مسجد في شتى ولايات الهند، فعادت هيبة المساجد في القلوب سعة ونظافة، ورصانة ومتانة، ونظاماً وجمالاً، بفضل الله عز وجل، ثم بجهود الشيخ المتمثّلة في الإدارة المباركة.

### 3- الدار السلفية
أنشأ الدار السلفية-مومباي، التي بلغت إصداراتها ما يقارب 300 كتاباً، بالعربية والأردية والهندية والإنجليزية. هذه الدار تعرف بتميزها بطباعتها الفاخرة بين دور النشر الإسلامية في الهند. حصلت الدار السلفية على جائزة أكبر مصدر للكتب من الحكومة الهندية عام 1985م.

### مجلة البلاغ
هي مجلة علمية ثقافية كانت تصدر من مومباي وحاليا من الجامعة المحمدية منصورة ماليغاؤن. هي مجلة لها تأثير واسع في الأوساط الهندية.

### مجلة صوت الحق
كان الشيخ مشرفاً عامّاً على مجلة «صوت الحق»(الجامعة المحمدية منصورة)، ومجلة «البلاغ» (مومباي)، التي كان يتحفها شهرياً بأربع مقالات في مواضيع شتى، واستمر على ذلك إلى آخر حياته.

## صفاته وأخلاقه
كان وجيهاً ذا وقار، متحدثاً لبقاً، جادّاً مجداً في أداء الواجبات والمسئوليات التي كانت عليه، متواضعاً، ناصحاً، ذا دعابة معهودة. كان الشيخ – – ذا همّة عالية، وعزيمة قويّة، وطبيعة أخّاذة، مثل النحل يجلس على كل زهرة، ينشف رحيقها ليستفيد منه الناس فيما بعد. كانت حياته متعددة الجوانب، مترامية الأطراف، حافلة بالمآثر والأعمال الرائدة، خاصة في مجال التعليم والتربية، والبناء والتعمير، وبث الثقافة الإسلامية بواسطة الكتب والرسائل. تمتع بعلاقات واسعة مع أهل الخير جماعات وأفراداً، ونال ثقة الجميع فترجمها في المشاريع الإسلامية من تشييد المدارس والمساجد، والمستشفيات والملاجئ للمنكوبين. كان يتميز بالحكمة، والحنكة، والموعظة الحسنة، والدعابة المعهودة.
عرف خطيباً مصقعاً، وداعية قديراً، وكاتباً ظريفاً، وإدارياً محنكاً.

## وفاته
توفي في مومباي، مساء يوم الأحد، الخامس والعشرين من شعبان سنة 1428هـ، الموافق التاسع من سبتمبر سنة 2007م، عن عمر يقارب سبعا وسبعين سنة هجرية، ودفن فيها يوم الاثنين.